# Everything Is Everything (Lauryn Hill)
Everything Is Everything is een nummer van de Amerikaanse zangeres Lauryn Hill uit 1999. Het is de derde en laatste single van haar eerste soloalbum The Miseducation of Lauryn Hill.
Het nummer bevat elementen uit de soul uit de jaren '60, hiphop en R&B. De op dat moment 19-jarige John Legend bespeelt de piano, waarmee dit het eerste nummer was waar hij aan meewerkte. "Everything Is Everything" werd in een paar landen een hit. De plaat bereikte in Amerikaanse Billboard Hot 100 bereikte het een bescheiden 35e positie. In de Nederlandse Top 40 was het succesvoller met een 33e plek, terwijl het in Vlaanderen de 13e positie behaalde in de Tipparade.